# Joe Fleishaker
Joseph Isaac Fleishaker (* ca. 1954 in Brooklyn, New York City; † 23. Mai 2016 in Bronx, New York City) war ein US-amerikanischer Schauspieler.

## Leben
Fleishaker wuchs im Brooklyner Stadtviertel Borough Park auf. 1988 war er ursprünglich als Statist für den B-Movie-Splatterfilm Club War gebucht, fiel dann jedoch dem Regisseur Lloyd Kaufman auf, der seine Rolle erweiterte. In der Folge war er in zahlreichen Produktionen von Troma Entertainment zu sehen. Dazu zählten unter anderem drei Fortsetzungen des bekanntesten Troma-Filmes, Atomic Hero, die Horror-Filmkomödie Terror Firmer neben Ron Jeremy und die Filmparodie Poultrygeist: Night of the Chicken Dead. Daneben spielte er auch in Video- und Fernsehproduktionen von Troma.
Fleishaker war stark übergewichtig und musste deshalb bereits 2012 im Krankenhaus behandelt werden. Er erlag den Folgen seiner Adipositas, die zu einer Herzinsuffizienz führte.

## Filmografie (Auswahl)
- 1988: Club War
- 1989: Atomic Hero II (The Toxic Avenger Part II)
- 1989: Toxie’s letzte Schlacht (The Toxic Avenger Part III : The Last Temptation of Toxie)
- 1990: Sgt. Kabukiman N.Y.P.D.
- 1996: Tromeo & Julia (Tromeo and Juliet)
- 1999: Terror Firmer
- 2000: Atomic Hero 4 (Citizen Toxie: The Toxic Avenger IV)
- 2006: Poultrygeist: Night of the Chicken Dead